# Julija Radenković
Julija Radenković (30. oktobar 1954 — 13. decembar 2009) je bila srpska pesnikinja. Rođena je na Zlatiboru, a živela je i radila u Valjevu.
Objavila je 2 knjige pesama:Noć nad pticama (1987) i Zauvek me kradu (1990), nosilac je više priznanja na književnim konkursima u Srbiji i bivšim jugoslovenskim republikama.